# Aspergillus janus
Aspergillus janus är en svampart. Aspergillus janus ingår i släktet Aspergillus och familjen Trichocomaceae.

## Underarter
Arten delas in i följande underarter:
- brevis
- janus